# Drapeau rouge (1877)
Pour les articles homonymes, voir Drapeau rouge (homonymie).
 (avril 2018).
Si vous disposez d'ouvrages ou d'articles de référence ou si vous connaissez des sites web de qualité traitant du thème abordé ici, merci de compléter l'article en donnant les références utiles à sa vérifiabilité et en les liant à la section « Notes et références ».

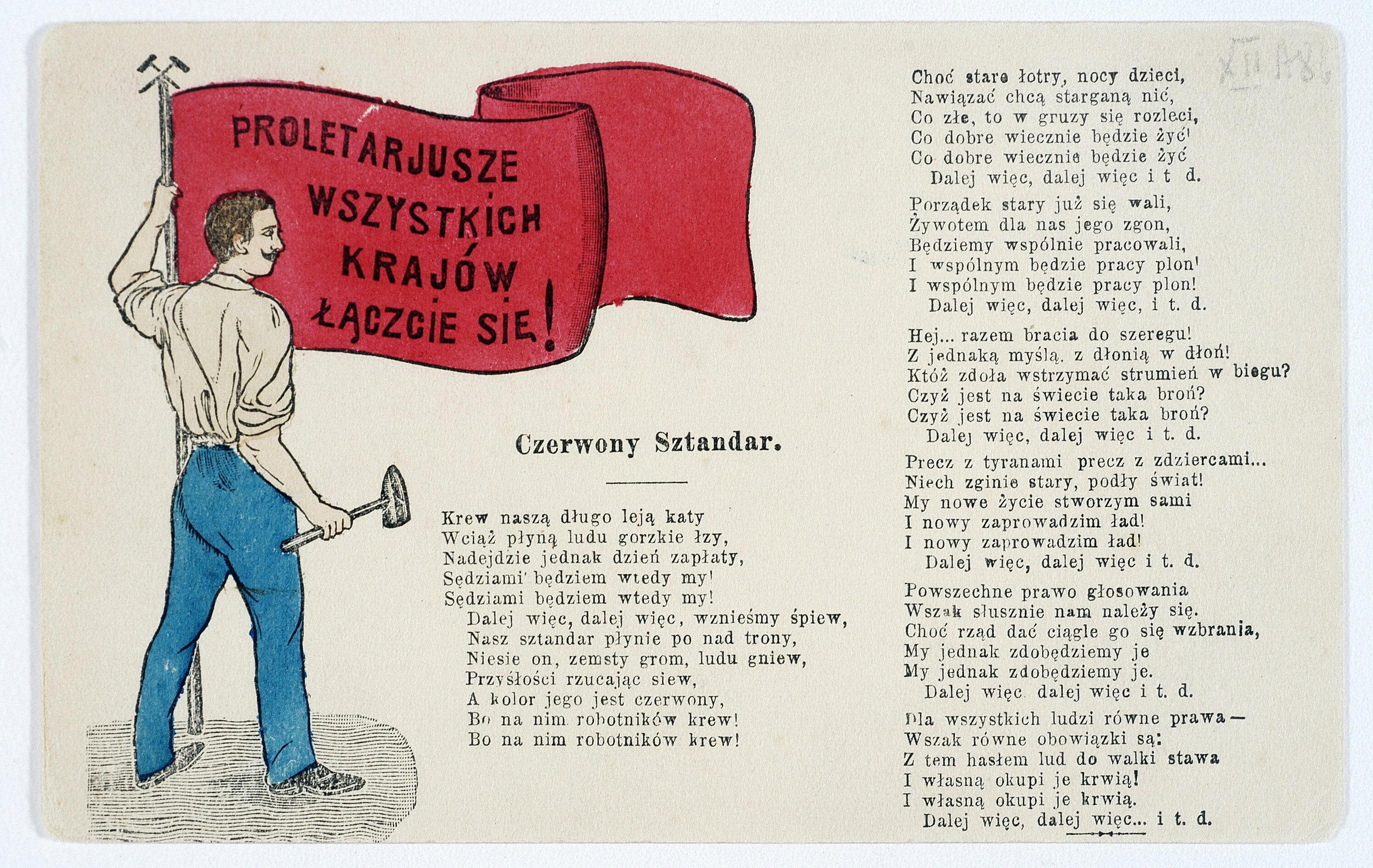
Drapeau rouge

Après les combats sanglants de la Commune, le peuple a gardé le drapeau rouge qui en était le symbole et la chanson Le Drapeau rouge dont les couplets I, III et VI furent écrits en 1877 à Berne par le socialiste Paul Brousse. Elle a été écrite sur la musique d'une chanson du compositeur suisse Jacques Vogt, Les bords de la Libre Sarine (Armons-nous enfants de l'Helvétie). Paul Brousse s'était réfugié en Suisse pendant la proscription. Il rajouta les deux derniers couplets après des échauffourées qui eurent lieu en août à Saint-Imier lors du congrès de la fédération jurassienne de l'AIT, l'Association internationale des travailleurs. Lorsqu'il rentre en France, il se désintéresse de la chanson. 
Achille Leroy, à son retour de Nouvelle-Calédonie où il avait été déporté, adapta de nombreuses chansons : Le chant des prolétaires, Ni Dieu ni Maître et Le Drapeau rouge de Paul Brousse. Elles firent l'objet d'un recueil en 1885, sous le titre La revanche du prolétariat. Il ne signera la chanson Le Drapeau Rouge qu'après avoir rajouté des couplets écrits par lui-même.

## Paroles
| Paul Brousse, 1877 |
| --- |
| Dans la fumée et le désordre, Parmi les cadavres épars Il était du « parti de l'ordre » Au massacre du Champ-de-Mars. Le voilà, le voilà, regardez ! Il flotte et, fier, il bouge Ses longs plis au combat prépares. Osez le défier Notre superbe drapeau rouge, Rouge du sang de l’ouvrier (bis) Mais planté sur les barricades, Par le peuple de Février, Lui, le signal des fusillades, Devient drapeau de l'ouvrier. Le voilà, le voilà, regardez... Puis, quand l'ingrate république Laissa ses fils mourir de faim, Il rentra dans la lutte épique Le drapeau rouge de Juin. Le voilà, le voilà, regardez... Sous la Commune il flotte encore À la tête des bataillons, Il chaque barricade arbore Ses longs Plis taillés en haillons ! Le voilà, le voilà, regardez... On crut qu'à Berne, en république, I pouvait passer fièrement ? Mais, par le sabre despotique, Il fut attaqué lâchement. Le voilà, le voilà, regardez... Ce drapeau que le vent balance Devant un cortège ouvrier, C'est lui ! glorieux, il s'avance En triomphe dans St. Imier Le voilà, le voilà, regardez... |

| Achille Le Roy, 1885 |
| --- |
| Les révoltés du Moyen Âge L’ont arboré sur maints beffrois. Emblème éclatant du courage, Toujours il fit pâlir les rois. Le voilà, le voilà, regardez ! Il flotte et fièrement il bouge, Ses longs plis au combat préparés, Osez, osez le défier, Notre superbe drapeau rouge, Rouge du sang de l’ouvrier (bis) Dans la fumée et le désordre, Parmi les cadavres épars Il était du « parti de l'ordre » Au massacre du Champ-de-Mars. Le voilà, le voilà, regardez... Mais planté sur les barricades Par les héros de Février, Il devint pour les camarades, Le drapeau du peuple ouvrier. Le voilà, le voilà, regardez... Puis, quand l'ingrate république Laissa ses fils mourir de faim, Il rentra dans la lutte épique Le drapeau rouge de Juin. Le voilà, le voilà, regardez... Sous la Commune il flotte encore À la tête des bataillons. Et chaque barricade arbore Ses longs plis taillés en haillons. Le voilà, le voilà, regardez... Noble étendard du prolétaire, Des opprimés soit l'éclaireur : À tous les peuples de la terre Porte la paix et le bonheur. Le voilà, le voilà, regardez... |

## Interprètes
- Marc Ogeret dans l'album Autour de la commune, 1968 ;
- Francesca Solleville dans l'album La Commune en chantant, 1988 ;
- Rosalie Dubois dans l'album Chants de révolte, 2008, Label EPM - ASIN: B00255VWKU.

## Sources
1. ↑  « La surprenante destinée d’un chant patriotique fribourgeois » (consulté le 11 septembre 2021)

- Dictionnaire international des militants anarchistes, Achille Le Roy.
- Georges Coulonges, La Commune en chantant, Les éditeurs français réunis, 1970.
- Dans sa présentation sur Charles Péguy, « le triomphe de la République » (1900), Danielle Tartakowsky fait mention du Drapeau Rouge.
- Robert Brécy, "Le Drapeau rouge". Revue d’Histoire Moderne & Contemporaine, 1975